# Half-Life (filme)
Half-Life é um filme independente de drama e ficção científica de 2008, dirigido por Jennifer Phang, e estrelando Sanoe Lake, Julia Nickson-Soul, Leonardo Nam, Ben Redgrave, Lee Marks, James Eckhouse, Susan Ruttan e Alexander Agate. O filme foi lançado em 2008 no Sundance Film Festival e desde então tem circulado pelos circuitos estadunidenses e internacionais de cinema. Estreou internacionalmente no Tokyo International Film Festival na mostra competitiva, e, em seguida, na Europa no Mannheim-Heidelberg International Film Festival, também em mostra competitiva. Half-Life foi a abertura para o International Women's Film Festival in Seoul, na Coreia do Sul. O filme foi apresentado ao público em geral dia 1 de dezembro de 2009, em cidades selecionadas.

## Roteiro
Em um futuro próximo entre cataclismos globais acelerados, o filme segue um menino perturbado, Tim Wu (Agate), e sua cansada irmã mais velha, Pam (Lake) enquanto eles usam suas imaginações (mostradas como sequências animadas surreais) para escapar de suas vidas complicadas após o pai deles inesperadamente abandoná-los. A sua mãe, Saura (Nickson-Soul), tem problemas em deixar o passado para trás, ao mesmo tempo em que envolve-se com seu namorado manipulativo, Wendell (Redgrave). Pam, que trabalha limpando aviões, busca conforto em seu amigo Scott (Nam), que luta para ser aceito como gay, por seus pais adotivos, deliberadamente ignorantes e extremamente religiosos (Eckhouse and Ruttan). Enquanto isso, o professor de Tim (e amante de Scott), Jonah (Marks), tenta alcançar Tim.

## Prêmios
O filme ganhou "Best Feature" em Gen Art Acura Grand Jury Prize 2008, o Asian American International Film Festival Best Feature Film Award, the San Francisco International Asian American Film Festival Best Narrative Feature Award, e o Visionary Award at Calgary's Fairy Tales International. Também foi nominado para o Tokyo Grand Prix no Tokyo International Film Festival.